# Dispositivo d'armamento
Nella tecnica delle ferrovie si definisce dispositivo d'armamento (o sede ferroviaria) la parte della via su cui circolano i veicoli.
Esso è costituito dal corpo stradale e dalla sovrastruttura. Il primo comprende la piattaforma, mentre la seconda è costituita dalla massicciata e dal binario (rotaie, traverse e attacchi), compresi gli apparecchi d'intersezione e di deviazione.